# Плугин, Юрий Константинович
Ю́рий Константи́нович Плу́гин (род. 1 июня 1948, Казань, Татарская АССР, РСФСР, СССР) — советский и российский деятель органов внутренних дел. Начальник Управления внутренних дел по Мурманской области с марта 1997 по декабрь 2001. Генерал-майор милиции.

## Биография
Родился 1 июня 1948 в Казани.
В 1968 окончил Саратовскую среднюю специальную школу милиции МВД СССР. В 1974 окончил Московскую высшую школу МВД СССР. В 1981 окончил Академию МВД СССР.
С 1966 служил в органах внутренних дел. Работал в Управлении внутренних дел Рязанской области — начальник отдела уголовного розыска, начальник управления по организованной преступности при УВД, заместитель начальника УВД.
В середине 1980-х годов направлен на прохождение службы в Афганистан. Участник боевых действий.
С 1995 по 1996 — первый заместитель министра внутренних дел Чеченской Республики. 
С марта 1997 по декабрь 2001 — начальник Управления внутренних дел по Мурманской области.
В данный момент на пенсии. Является почётным президентом Межрегиональной общественной организации «Объединение сотрудников правоохранительных органов».
Доверенное лицо Владимира Путина на президентских выборах 2024 года.

## Семья
Женат, двое детей.

## Награды
- Орден Красного Знамени (29.07.1988)
- 2 ордена Красной Звезды
- 3 афганских ордена, несколько медалей